# Miguel Apafi II
Miguel Apafi II de Apanagyfalva (en húngaro: II. Apafi Mihály) (Ebesfalva, Transilvania, 13 de octubre de 1676 - Fogaras, Transilvania, 1 de febrero de 1713). Noble húngaro, Príncipe de Transilvania (1690–1701). Hijo de Miguel Apafi I y Ana Bornemissza.

## Biografía
Miguel Apafi II fue elegido Príncipe transilvano en 1681, suponiendo que pudiese tomar el poder a los 20 años, pero su padre fallece antes de tiempo y se ve forzado entonces a subir al trono a los 14 años.
Los nobles de Transilvania le pidieron al emperador germánico y rey húngaro Leopoldo I de Habsburgo que reconociese al Principado transilvano y el título de Miguel Apafi II, puesto que en 1686 las fuerzas cristianas habían expulsado a los turcos de los territorios húngaros, produciéndose la Liberación de Buda, y reunificado el reino. Transilvania, un Principado húngaro independiente y antigua parte del reino, fue reconquistada por los germánicos y reanexada en 1690. Por otra parte, el sultán colocó en el trono transilvano a Emérico Thököly, quien era leal a los otomanos y podía resultar una figura de oposición útil contra los Habsburgo. De inmediato movilizó su ejército contra las tropas transilvanas para obtener el poder, y junto a Zernyest los derrotó. Un par de meses después fue acorralado por las fuerzas de Leopoldo I y expulsado de Transilvania.
En 1690 Leopoldo I expidió el Diploma Leopoldinum, donde se decidía la situación jurídico-política de Transilvania. Este documento estipulaba que Transilvania era parte del Sacro Imperio Romano Germánico y que debía pagar un alto impuesto anual, y que hasta que Miguel Apafi II cumpliese la mayoría de edad, tres regentes de las tres nacionalidades (húngara, székely y sajona) de Transilvania deberían dirigir el Principado. 
En Viena se creó la Cancillería Transilvana y Jorge Bánffy fue nombrado regente en 1691. Posteriormente Kata Bethlen fue tomada como esposa por Miguel Apafi II, matrimonio que no fue aprobado por la corte de Viena, y por esto Apafi tuvo que mudarse a la ciudad de los Habsburgo. El emperador germánico Leopoldo I de Habsburgo, también rey de Hungría, habiendo logrado expulsar a los turcos del reino húngaro, consiguió finalmente disolver el Principado de Transilvania, y para ello le otorgó a Migue Apafi II el título de Príncipe Imperial Germánico y en 1701 lo forzó a renunciar oficialmente al trono transilvano, desapareciendo la figura del gobernante de Transilvania.
Miguel Apafi II murió el 1 de febrero de 1713 en la corte imperial en Viena.
| Predecesor: Miguel Apafi I | Príncipe de Transilvania 1690-1701 | Sucesor: Emérico Thököly |